# Wilhelm Wilshusen
Heinrich Wilhelm Wilshusen (* 29. Oktober 1874 in Lilienthal bei Bremen; † 18. Juni 1966 ebenda) war ein Bremer Kaufmann, China-Reisender und Fotograf. Er lebte und arbeitete von 1901 bis 1919 in China, wo er auch ausgedehnte Reisen unternahm.

## Lebensweg
Als viertes von sechs Kindern von Heinrich Wilshusen, dem Ortsvorsteher von Lilienthal bei Bremen, und seiner Frau Emma, geborene Hoppenberg, wurde Wilhelm Wilshusen am 29. Oktober 1874 in Lilienthal bei Bremen geboren. Er besuchte die Privatschule in Lilienthal und absolvierte nach seinem Schulabschluss eine kaufmännische Lehre im Bremer Handelsunternehmen Heinrich Rüppel. Ab 1886, also mit 20 Jahren, leistete er seinen Militärdienst beim Lauenburgischen Jäger-Bataillon Nr. 9 in Ratzeburg und erhielt anschließend eine Anstellung bei der Firma Heinrich Rüppel, Bremen, die er nach wenigen Jahren kündigte, um im Ausland als Kaufmann für das Handelsunternehmen H. Melchers & Co. zu arbeiten.
Von 1901 bis 1919 lebte Wilshusen in China. Während dieser Zeit, vor allem auf seinen Reisen durch das Reich der Mitte, fotografierte Wilshusen vor allem alltägliche Situationen: Straßen- und Flussszenen, Menschen bei ihrer Arbeit und Landschaften.
Als er im März 1901 in Shanghai eintraf, ging dort gerade der so genannte Boxeraufstand zu Ende. Im Frühjahr und Sommer 1900 hatten Angriffe der chinesischen Boxerbewegung gegen Ausländer und gegen chinesische Christen zu einem Krieg zwischen China und den Vereinigten acht Staaten (bestehend aus dem Deutschen Reich, Frankreich, Großbritannien, Italien, Japan, Österreich-Ungarn, Russland und den USA) geführt, der mit einer Niederlage der Chinesen und dem Abschluss des so genannten „Boxerprotokolls“ im September 1901 endete.
In Shanghai handelte Wilshusen im Auftrag der Firma Melchers mit Därmen und Fellen. Er trat dort einem Freiwilligencorps bei, das den europäischen Ansiedlungen in Shanghai militärischen Schutz vor Übergriffen der Einheimischen gewähren sollte.
Aufgrund seiner Tätigkeit als Kaufmann hatte Wilshusen viel zu reisen; oft verband er dabei geschäftliche Zwecke mit privatem Vergnügen. Wie sich an der Mehrzahl seiner erhalten gebliebenen Fotografien ablesen lässt, bereiste er ausgiebig die Provinz Kiangsu, in der auch Shanghai liegt. Reisen in die deutschen Kolonien Kiautschou, Tientsin und Beijing schlossen sich an. Mehrfach bereiste er im Auftrag seines Arbeitgebers den Jangtsekiang und gelangte so bis in die chinesische Provinz Szechuan und an die Grenze nach Tibet.
1904 oder 1905 lernte Wilshusen in Shanghai den luxemburgisch-deutschen Schriftsteller Norbert Jacques kennen, der später, in den 1920er Jahren, durch die Verfilmung seines Romans Dr. Mabuse bekannt wurde.
Nachdem Norbert Jacques im Jahr 1912 Margerite Samuely aus Wien geheiratet hatte, unternahm das Paar eine 16-monatige Hochzeitsreise um die Welt, die sie auch nach China führte. Dort unternahm das Ehepaar eine 3000 km lange Reise zu Boot und zu Pferd den Jangtsekiang aufwärts bis in die Nähe Tibets und wieder zurück. Sie besuchten auf ihrer Reise auch Wilshusen, der zu dieser Zeit in Chongqing für die Bremer Firma Giesel & Co. arbeitete. Über seine Reise schrieb Jacques das Reisebuch „Auf dem chinesischen Fluss“, in dem Wilhelm Wilshusen als „dicker deutscher Kaufmann“ und als der „Norddeutsche“ in seinem Hause „Ba Fung“ vorkommt. Offenbar hat Wilshusen das frischvermählte Ehepaar Jacques auf einem Teil seiner Jangtse-Flussreise begleitet. Wilshusen besaß offenbar ein Hausboot namens Lilienthal.
Wilshusen besorgte für Hugo Schauinsland, den Gründungsdirektor des Bremer Übersee-Museums, zahlreiche Kunst- und Gebrauchsgegenstände aus China. Schauinsland hatte Wilshusen mehrfach in Shanghai besucht. Fast die gesamte Ausstattung des zur ostasiatischen Sammlung des Bremer Überseemuseums gehörenden „Chinahauses“ wurde von Wilhelm Wilshusen zusammengetragen.
Das Chinesische Kaiserreich endete 1911 im Zuge der heute sogenannten Xinhai-Revolution und des kurz darauf erzwungenen Thronverzichts des sechs Jahre alten Thronfolgers Puyi. Im Jahr 1912 wurde die Republik China gegründet; Deutschland war zu dieser Zeit noch eine Monarchie.
Nach Ausbruch des Ersten Weltkrieges und der Kriegserklärung Chinas an das Deutsche Reich am 14. August 1917 wurde Wilshusen – wie die meisten der damals etwa 3.000 in China lebenden Deutschen – aus China ausgewiesen, das er allerdings erst im Jahr 1919 nach einer langen Reise durch China verließ, also erst nach dem Ende des Ersten Weltkriegs.
Hierzu schrieb Wilshusen in seinem Reisebericht „Abreise von China“:

„Wenngleich in der Kriegserklärung Chinas an Deutschland ausdrücklich betont wurde, dass China sich an internationale Abmachungen halten würde und die Deutschen, welche friedlichen Berufen nachgingen, dasselbe Leben führen könnten, als wie vor der Kriegserklärung, so mussten wir doch damit rechnen, dass die Chinesen stetem Druck [der Engländer, Franzosen und – in geringerem Maße – wohl auch der Amerikaner] doch nicht standhalten würden, sondern schließlich nachgeben würden und uns entweder internieren oder sogar ausweisen würden. Dass diese Ausweisung nun aber noch nach Abschluss des Waffenstillstandes erfolgen würde, haben wohl nur wenige der in China ansässigen Deutschen sich träumen lassen. –“

Da Wilshusen zum Zeitpunkt seiner Ausweisung für die Bremer Firma Giesel & Co. in Chongqing tätig war, musste er zunächst von Zentral-China aus etwa 3000 km den Jangtse abwärts bis nach Shanghai fahren, um von dort die Heimreise anzutreten.
Einen Teil seiner Habe – in Kisten verpackte Kleidung, Bücher, fotografische Platten und Filme, von ihm gesammelte chinesische Kuriositäten etc. – übergab Wilshusen in Chunking zur Aufbewahrung dem deutschen Arzt Dr. Paul Assmy, der im Auftrag des deutschen Auswärtigen Amtes eine deutsche Poliklinik in Chungking aufgebaut hatte und zunächst in Chunking zurückblieb, später aber nach Hankau (heute ein Stadtteil von Wuhan) auswich, um dort seiner Deportation nach Deutschland zu entgehen.
Glücklicherweise hatte Wilhelm Wilshusen bereits auf einer Europa-Reise im Jahr 1908 viele seiner Negative und Abzüge mit nach Deutschland genommen. Dort wurden sie in einer großen Holzkiste auf dem Dachboden untergebracht, wo sie in den folgenden Jahrzehnten allmählich in Vergessenheit gerieten und erst 1976 wiederentdeckt wurden.
Am 11. Februar 1919 hatte Wilshusen seinen Ausweisungsbescheid erhalten, Ende März 1919 traf er in Shanghai ein. Dort wurde er für vier Tage „mit einigen 100 Deutschen“ in ein Internierungslager nahe Shanghai gebracht, das sie jedoch tagsüber verlassen durften.
Am 1. April 1919 fuhr Wilshusen auf der „Antilochus“, einem 1906 in Dienst gestellten Passagierdampfer der Blue Funnel Line, von Shanghai über Hongkong, Singapur, Colombo und Port Said nach Rotterdam ab, wo er etwa 40 Tage später, also Mitte Mai 1919, eintraf. Seine abenteuerliche Abreise aus China hat er ausführlich in seinen Tagebüchern beschrieben. Deutschland, das Wilshusen 1901 als Monarchie verlassen hatte, war mittlerweile eine Republik geworden.
Im Oktober 1919 trat Wilshusen dem von Max Linde geleiteten Deutsch-chinesischen Verband bei.
Durch seine Ausweisung aus China hatte Wilhelm Wilshusen einen Großteil seines Vermögens verloren. Nach seiner erzwungenen Rückkehr aus China musste er sich beruflich neu orientieren. Er verließ seinen Heimatort Lilienthal und siedelte im Jahr 1920 nach Danzig über, wo er zunächst eine Stelle bei dem internationalen Reise- und Verkehrsbüro Baltropa und später bei der Reederei United States Lines übernahm. Am 27. Mai 1922 heiratete Wilshusen Martha von Aschwege. Das Ehepaar hatte einen im Jahr 1924 geborenen Sohn Rolf Wilshusen.
Nach fünf Jahren in Danzig kehrt Wilhelm Wilshusen 1925 mit seiner Familie nach Lilienthal zurück.
Wilhelm Wilshusen arbeitete weit über das übliche Pensionsalter hinaus, bis in das Jahr 1945, in der Sparkasse Lilienthal. Er starb 92-jährig am 18. Juni 1966 in Lilienthal.
Insgesamt etwa 3000 Fotografien aus Wilshusens Nachlass stiftete sein Sohn Rolf im Jahr 2003 dem Bremer Übersee-Museum. 1976 hatte der Neffe von Rolf Wilshusen, Axel Roschen, die Fotos, Negative und Berichte seines Großonkels zufällig auf einem Dachboden wiederentdeckt und einen großen Teil von ihnen mit seinem Freund Thomas Theye restauriert. Vom 28. März bis zum 2. Mai 1982 fand im Westfälischen Landesmuseum für Kunst und Kulturgeschichte Münster (LWL) über Wilhelm Wilshusen, seine Fotografien und seinen Bericht „Abreise von China“ eine gleichnamige Ausstellung statt.